# Eupithecia consortaria
Eupithecia consortaria es una especie de polilla de la familia Geometridae. La especie fue descrita por primera vez por John Henry Leech habiendo sido descrita en 1897, con distribución en Japón, Corea y Rusia. 